# 加藤達也
加藤達也（1980年7月28日—），日本作曲家、編曲家。

## 來歷
東京音樂大學音樂學部畢業。師從三枝成彰、服部克久、小六禮次郎以及羽田健太郎。

## 作品

### 動畫

#### 音樂擔當
- 黑騎士（2006）
- 肯普法（2009）
- 超能力大戰（2009）
- 奇蹟列車~歡迎來到大江戶線~（2009）
- 聖痕鍊金士（2010）
- 最後大魔王（2010）
- 百花繚亂 SAMURAI GIRLS（2010）
- （2010）
- 肯普法 為了愛（2011）
- 聖痕鍊金士II（2011）
- +tic模型姊姊（2011）
- （2011）
- 境界線上的地平線（2011）
- 未來日記（2011）
- 最強學生會長（2012）
- Campione 弒神者！（2012）
- 境界線上的地平線II（2012）
- 百花繚亂 SAMURAI BRIDE（2013）
- Fate/kaleid liner 魔法少女☆伊莉雅（2013）
- 穿透幻影的太阳（2013）
- Free!（2013）
- 銀狐（2013）
- BUDDY COMPLEX（2014）
- 世界征服 謀略之星（2014）
- 天體的方式（2014）
- 夜晚的小雙俠（2015）
- 食戟之靈（2015）
- Fate/kaleid liner 魔法少女☆伊莉雅（2015）
- 彗星·路西法（2015）
- 劇場版「High☆Speed!－Free! starting days－」（2015）
- 幸運邏輯（2016）
- LoveLive! Sunshine!!（2016）
- 神裝少女小纏（2016）
- 末日時在做什麼？有沒有空？可以來拯救嗎？（2017）
- 政宗君的复仇（2017）
- IDOLiSH7（2018）
- 少女☆歌剧 Revue Starlight（2018）
- Dr.STONE 新石紀（2019）
- SAKUGAN（2021）
- 異世界藥局（2022）
- TRIGUN STAMPEDE（2023）
- 幻日夜羽 -鏡中暉光-（2023）
- 魔王2099（2024）

### 劇場版
- 劇場版 Fate/kaleid liner 魔法少女☆伊莉雅 雪下的誓言（2017）
- 劇場版 Free!-the Final Stroke前篇（2021）
- 劇場版 Free!-the Final Stroke後篇（2022）

## 註解
1. ↑  .   [2013-09-19]. （原始内容存档于2019-04-18）.